# Episodi di Cold Case - Delitti irrisolti (seconda stagione)
La seconda stagione della serie televisiva Cold Case - Delitti irrisolti, composta da 23 episodi, è stata trasmessa negli Stati Uniti sul canale CBS dal 3 ottobre 2004 al 22 maggio 2005.
In Italia è andata in onda in prima visione in chiaro su Rai 2 dall'11 marzo al 20 maggio 2006.
| nº | Titolo originale       | Titolo italiano         | Prima TV USA     | Prima TV Italia |
| -- | ---------------------- | ----------------------- | ---------------- | --------------- |
| 1  | The Badlands           | Triplo omicidio         | 3 ottobre 2004   | 11 marzo 2006   |
| 2  | Factory Girls          | Il passato di Alice     | 10 ottobre 2004  | 11 marzo 2006   |
| 3  | Daniela                | Fuori dalle regole      | 17 ottobre 2004  | 18 marzo 2006   |
| 4  | The House              | Il tunnel della morte   | 24 ottobre 2004  | 18 marzo 2006   |
| 5  | Who's Your Daddy?      | Il bracciale d'oro      | 31 ottobre 2004  | 25 marzo 2006   |
| 6  | The Sleepover          | La dimora del male      | 7 novembre 2004  | 25 marzo 2006   |
| 7  | It's Raining Men       | Segreti di famiglia     | 14 novembre 2004 | 1º aprile 2006  |
| 8  | Red Glare              | Caccia alle streghe     | 21 novembre 2004 | 1º aprile 2006  |
| 9  | Mindhunters            | Prima dell'alba         | 28 novembre 2004 | 8 aprile 2006   |
| 10 | Discretion             | Il ricatto              | 19 dicembre 2004 | 8 aprile 2006   |
| 11 | Blank Generation       | La prima generazione    | 9 gennaio 2005   | 15 aprile 2006  |
| 12 | Yo, Adrian             | Patto di sangue         | 16 gennaio 2005  | 15 aprile 2006  |
| 13 | Time to Crime          | Tragica fatalità        | 30 gennaio 2005  | 22 aprile 2006  |
| 14 | Revolution             | Vittime di guerra       | 20 febbraio 2005 | 22 aprile 2006  |
| 15 | Wishing                | Desideri                | 6 marzo 2005     | 29 aprile 2006  |
| 16 | Revenge                | La vendetta di Archie   | 13 marzo 2005    | 29 aprile 2006  |
| 17 | Schadenfreude          | Un domani migliore      | 20 marzo 2005    | 6 maggio 2006   |
| 18 | Ravaged                | Amicizie del liceo      | 27 marzo 2005    | 6 maggio 2006   |
| 19 | Strange Fruit          | Strano frutto           | 3 aprile 2005    | 13 maggio 2006  |
| 20 | Kensington             | Kensington              | 24 aprile 2005   | 13 maggio 2006  |
| 21 | Creatures of the Night | Un bagliore nella notte | 1º maggio 2005   | 20 maggio 2006  |
| 22 | Best Friends           | La mia migliore amica   | 8 maggio 2005    | 20 maggio 2006  |
| 23 | The Woods              | Il bosco                | 22 maggio 2005   | 20 maggio 2006  |

## Triplo omicidio
- Titolo originale: The Badlands
- Diretto da: Tim Matheson
- Scritto da: Chris Mundy

### Trama
Il triplice omicidio del 2003 non ha ancora un colpevole e il sospettato principale dimostra di avere un alibi di ferro. Lilly ritorna ad occuparsi del caso per trovare il colpevole del triplice omicidio di un cameriere e i due gestori di un ristorante in un sobborgo malfamato di Philadelphia.
- Questo delitto è stato mostrato brevemente all'inizio del primo episodio.
- Data del flashback: 27 settembre 2003
- Colpevole del delitto è il fratello di una delle tre vittime: in un delirio da drogato, ha ucciso i gestori del ristorante mentre era stato sorpreso a rubare i soldi e quando il fratello si è dimostrato più legato a loro che a lui, volendo chiedere aiuto per una delle vittime che dava ancora segni di vita, per rabbia e paura ha ucciso anche lui.
- Lilly e Jeffries vedono le vittime durante la reinaugurazione del loro locale.
  - Canzone iniziale: Still Fly dei Big Tymers
  - Canzone finale: If I Ain't Got You di Alicia Keys

## Il passato di Alice
- Titolo originale: Factory Girls
- Diretto da: David Von Ancken
- Scritto da: Meredith Stiehm e Stacy Kravetz

### Trama
La squadra riapre il caso dell'operaia di una fabbrica bellica morta nel 1943, per il quale si è sempre creduto a una caduta incidentale, ma una nuova testimonianza fa riaprire il caso.
- Data del flashback: 5 aprile 1943
- Colpevole dell'omicidio è il marito della vittima: l'ha uccisa perché lei desiderava avere una vita come operaia.
- Lilly vede la vittima nell'archivio, vestita come se dovesse andare al lavoro, sistemandosi la bandana.
  - Canzone iniziale: Rosie the Riveter dei The Four Vagabonds
  - Canzone finale: Don't Fence Me In di Bing Crosby

## Fuori dalle regole
- Titolo originale: Daniela
- Diretto da: David Barrett
- Scritto da: Veena Cabreros Sud

### Trama
Il ritrovamento di un vecchio filmato del 1979 mostra una ragazza che risulta scomparsa proprio in quell'anno, ma della quale non era stato ritrovato il cadavere; la squadra decide di indagare.
- Data del flashback: 15 marzo 1979
- Nessun colpevole, la vittima si era suicidata dopo che il suo ragazzo l'aveva respinta con la forza davanti a suo padre.
- Il suo ragazzo vede la vittima dove hanno ballato insieme per la prima volta e vestita come sarebbe dovuta andare al ballo della scuola, e insieme danzano per un'ultima volta.
  - Canzone iniziale: Bad Girls di Donna Summer
  - Canzone finale: Goodbye Girl di David Gates

## Il tunnel della morte
- Titolo originale: The House
- Diretto da: Alex Zakrzewski
- Scritto da: Sean Whitesell

### Trama
Quando i resti di un prigioniero vengono scoperti fuori dal penitenziario, la squadra decide di riaprire un caso del 1968 in cui un ragazzo è fuggito di prigione due volte prima di morire e che risultava già morto.
- Questo è il primo episodio che presenta tutte canzoni di un singolo artista, ovvero di Johnny Cash.
- Data del flashback: 13 gennaio 1968
- Il colpevole l'ha ucciso per legittima difesa e quindi non viene arrestato.
- Scotty vede la vittima accendersi una sigaretta fuori le rovine del penitenziario.
  - Canzone iniziale: Folsom Prison Blues di Johnny Cash
  - Canzone finale: Flesh and Blood di Johnny Cash

## Il bracciale d'oro
- Titolo originale: Who's Your daddy?
- Diretto da: Greg Yaitanes
- Scritto da: Tyler Bensinger

### Trama
Quando una ragazza trova in un'asta su internet un bracciale d'oro che crede sia appartenuto a sua madre, chiede di riaprire il caso dell'omicidio dei suoi genitori, due emigrati cambogiani, avvenuto nel 1991 a causa forse di una rapina.
- Data del flashback: 19 luglio 1991
- Colpevole dell'omicidio è il datore di lavoro del marito: li ha uccisi perché la donna rifiutava di avere rapporti con lui.
- Lilly vede le vittime nel riquadro di una finestra nel quartiere dove si è consumato il delitto.
  - Canzone iniziale: Sadeness degli Enigma
  - Canzone finale: Send Me An Angel degli Scorpions

## La dimora del male
- Titolo originale: The Sleepover
- Diretto da: Emilio Estevez
- Scritto da: Liz W. Garcia

### Trama
Un omicidio recente di una ragazza diciannovenne sembra avere degli aspetti in comune con un delitto del 1990, in cui una ragazzina di dodici anni che aveva partecipato a un pigiama party era stata ritrovata morta in un bosco con strani segni sulle gambe.
- Liberamente basato sull'omicidio di Shanda Sharer, anche se il caso viene ispirato dall'episodio Disprezzo dalla serie Law & Order - Unità vittime speciali.
- Data del flashback: 9 novembre 1990
- Colpevole dell'omicidio è la sua compagna di classe: l'ha uccisa per rabbia e disprezzo dopo che la leader del loro gruppo le aveva cacciate di casa.
- Lilly, appena uscita dalla casa della madre della vittima, la vede correre in bicicletta.
  - Canzone iniziale: Stand dei R.E.M.
  - Canzone finale: Circle di Edie Brickell & New Bohemians

## Segreti di famiglia
- Titolo originale: It's Raining Men
- Diretto da: Paul Holahan
- Scritto da: Jan Oxenberg

### Trama
Un ragazzo sopravvissuto all'AIDS chiede di indagare sull'omicidio del suo fidanzato avvenuto nel 1983, per ritrovare la serenità prima del suo imminente matrimonio e per riabilitare il suo nome essendo stato il sospettato principale del delitto.
- Quest'episodio ha registrato il più alto ascolto negli Stati Uniti, avendo totalizzato circa 18 milioni di telespettatori.
- Data del flashback: 22 aprile 1983
- Colpevole dell'omicidio è suo fratello: l'ha ucciso per non far rivelare al padre la sua esperienza omosessuale.
- Il fidanzato vede la vittima durante le sue nozze.
  - Canzone iniziale: It's Raining Men delle The Weather Girls
  - Canzone finale: When i'm With You degli Sheriff

## Caccia alle streghe
- Titolo originale: Red Glare
- Diretto da: Tim Matheson
- Scritto da: Jay Beattie e Dan Dworkin

### Trama
Un omicidio del 1953 di un maestro che potrebbe essere stato un simpatizzante comunista viene riaperto su richiesta del figlio minore, che non sapeva dell'omicidio del genitore.
- Data del flashback: 4 aprile 1953
- Colpevole dell'omicidio è il suo amico: l'ha ucciso per evitare che la ragazza che amava fosse denunciata ai federali.
- Lilly vede la vittima fuori dalla stazione di polizia.
  - Canzone iniziale: Your Mouth's Got A Hole In It di Buddy Morrow
  - Canzone finale: I Believe di Frankie Laine

## Prima dell'alba
- Titolo originale: Mind Hunters
- Diretto da: Tevin Brayim Matheson
- Scritto da: Veena Cabreros Sud

### Trama
La squadra inizia la caccia a un serial killer, quando le indagini su una donna scomparsa nel 1985 portano alla scoperta dei resti di altre otto donne, tutte decapitate.
- Questo caso continua nell'episodio finale Il bosco
- Liberamente basato al caso del serial killer Robert Hansen
- Data del flashback: 2 novembre 1985
- La vittima non appare a nessuno, poiché il suo assassino non viene assicurato alla giustizia. La figlia, posto un mazzo di fiori nel luogo in cui è stata uccisa, vede solamente del sole filtrare fra le foglie.
- Il titolo originale dell'episodio è Mind Hunters: Kathryn Morris, che interpreta il detective Lilly Rush, ha girato un film omonimo (noto in Italia come Nella mente del serial killer)
  - Canzone iniziale: Only The Young dei Journey
  - Canzone finale: Long, Long Way To Go di Phil Collins

## Il ricatto
- Titolo originale: Discretion
- Diretto da: James Whitmore, Jr.
- Scritto da: Henry Robles

### Trama
La squadra indaga sull'omicidio di un assistente procuratore di New Haven ucciso nel 2000, quando all'epoca era stato coinvolto in uno scandalo.
- Liberamente basato sul caso di Jonathan Luna
- Data del flashback: New Haven, Connecticut, 15 novembre 2000
- Colpevole dell'omicidio è il poliziotto che indagò sull'omicidio di un'adolescente: l'ha ucciso perché voleva salvare un ragazzo innocente da un'ingiusta condanna per omicidio di una ragazza e quindi far radiare il poliziotto che l'ha fatto confessare con la forza.
- Scotty vede la vittima quando accompagna la madre dal ragazzo ingiustamente incriminato.
  - Canzone iniziale: Kryptonite dei 3 Doors Down
  - Canzone finale: Why Does It Always Rain on Me? dei Travis

## La prima generazione
- Titolo originale: Blank Generation
- Diretto da: David Barrett
- Scritto da: Chris Mundy

### Trama
La squadra riesamina il suicidio di un membro di una setta avvenuto nel 1978, quando emergono nuovi indizi riguardo alla sua morte.
- Data del flashback: 11 dicembre 1978
- Colpevole dell'omicidio è la sua amante su ordine del capo della setta: l'ha ucciso perché si voleva distaccare dalla setta.
- Lilly vede la vittima in archivio.
  - Canzone iniziale: Surrender dei Cheap Trick
  - Canzone finale: Peace, Love and Understanding di Elvis Costello

## Patto di sangue
- Titolo originale: Yo, Adrian
- Diretto da: James Whitmore, Jr
- Scritto da: Sean Whitesell

### Trama
La confessione di un arbitro in punto di morte fa riaprire il caso di un pugile morto nel 1976 durante un incontro sul ring, perché qualcuno ha pagato per far durare l'incontro più del dovuto.
- Liberamente ispirato al film Rocky.
- Data del flashback: 19 dicembre 1976
- Nessun colpevole perché la vittima ha causato la propria morte, in quanto non voleva che l'arbitro fermasse l'incontro.
- La fidanzata vede la vittima e il padre (l'arbitro) nel bar frequentato dagli appassionati di pugilato, durante una commemorazione per il padre.
  - Canzone iniziale: Philadelphia Freedom di Elton John
  - Canzone finale: Baby, I Love Your Way di Peter Frampton

## Tragica fatalità
- Titolo originale: Time to Crime
- Diretto da: Tim Hunter
- Scritto da: Tyler Bensinger

### Trama
Viene effettuata da una macchina una sparatoria che porta all'uccisione di una bambina afroamericana. Nell'ambito di una campagna di prevenzione viene portata un'arma in centrale che si scopre essere quella della sparatoria.
- Data del flashback: 9 agosto 1987
- Colpevole dell'omicidio è suo fratello maggiore, che l'ha uccisa per errore: il bersaglio era in realtà l'uomo che aveva una relazione con sua madre.
- Lilly vede la vittima mentre deposita l'arma incriminata nel deposito delle armi della polizia.
  - Canzone iniziale: Higher Love di Steve Winwood
  - Canzone finale: Man in the Mirror di Michael Jackson

## Vittime di guerra
- Titolo originale: Revolution
- Diretto da: Alex Zakrzewski
- Scritto da: Liz W. Garcia

### Trama
Nel 1969 una ragazza venne trovata strangolata in un appartamento. L'assassino viene individuato dopo anni durante la fuga in quanto disertore, ma in realtà aveva un alibi la sera del delitto.
- Data del flashback: 10 novembre 1969
- Colpevole dell'omicidio è suo fratello: l'ha uccisa perché lei voleva trasferirsi con il suo fidanzato in Canada e lui era rimasto solo dopo essere ritornato invalido dal Vietnam.
- Il fidanzato vede la vittima con la valigia pronta a partire davanti al suo appartamento.
  - Canzone iniziale: Do You Believe in Magic dei The Lovin' Spoonful
  - Canzone finale: I Say a Little Prayer di Aretha Franklin

## Desideri
- Titolo originale: Wishing
- Diretto da: Emilio Estevez
- Scritto da: Karin Lewicki

### Trama
Sulla tomba di un ragazzo disabile, morto apparentemente suicida sotto un treno nel 1993, vengono rinvenuti da diversi anni nel giorno dell'anniversario dei disegni che sembrano mostrare come in realtà sarebbe stato buttato sotto a un treno.
- Liberamente ispirato dal romanzo Uomini e topi.
- Data del flashback: 6 marzo 1993
- Colpevole dell'omicidio è il suo amico-tutore: l'ha aiutato a suicidarsi perché sua madre stava morendo e lui sarebbe finito in un ospedale psichiatrico.
- Lilly vede la vittima quando esce dalla centrale, in compagnia del suo fido peluche, Mr. Wilson.
  - Canzone iniziale: These Are Days dei 10,000 Maniacs
  - Canzone finale: Over The Rainbow di Israel Kamakawiwo'ole

## La vendetta di Archie
- Titolo originale: Revenge
- Diretto da: David Von Ancken
- Scritto da: Dan Dworkin e Jay Beattle

### Trama
La squadra riapre il caso inerente alla morte di un bambino di 9 anni nel 1998, nel corso delle indagini si scopre che la vittima era stata rapita da un pedofilo, morto assassinato poco dopo il ritrovamento del ragazzino.
- Data del flashback: 29 agosto 1998
- Colpevole dell'omicidio del ragazzino è il figlio del pedofilo, che l'ha ucciso per gelosia perché temeva che il ragazzino avesse preso il suo posto nel cuore del padre e lo ha spinto a nuotare fino a casa, sapendo che non avrebbe potuto riuscirci. Colpevole dell'omicidio del pedofilo è il padre del ragazzino, che l'ha ucciso per vendetta.
- Lilly vede la vittima al porto che si incammina verso il mare.
  - Canzone iniziale: The Impression That I Get dei The Mighty Mighty Bosstones
  - Canzone finale: Don't Go Away degli Oasis

## Un domani migliore
- Titolo originale: Schadenfreude
- Diretto da: Tim Matheson
- Scritto da: Gina Gionfriddo

### Trama
La squadra riapre un caso del 1982 riguardo all'omicidio di una parrucchiera, del quale suo marito era stato sempre accusato di omicidio, ma aveva sempre incolpato del delitto una donna bionda e un uomo losco, che erano spariti nel nulla. Al dito di una donna bionda, morta da poco è stato trovato un anello appartenente alla vittima.
- Liberamente ispirato al caso di Sam Sheppard.
- Data del flashback: 2 gennaio 1982
- Colpevole dell'omicidio è la sua collega: l'ha uccisa perché la vittima aveva denigrato la sua amicizia dopo essersi venduta a un delinquente per lei.
- Lilly vede la vittima per la strada mentre esce dal negozio dell'assassina.
  - Canzone iniziale: Under Pressure dei Queen
  - Canzone finale: Don't Stop Believin' dei Journey

## Amicizie del liceo
- Titolo originale: Ravaged
- Diretto da: James Whitmore, Jr
- Scritto da: Meredith Stiehm e Henry Robles

### Trama
Il caso del 1995 riguardo all'omicidio di un'alcolista viene riaperto quando la sorella, vecchia conoscenza del detective Vera, sostiene di aver saputo da uno sconosciuto che la donna passò tutta la notte a bere con un gruppetto turbolento di studenti del college.
- Data del flashback: 2 febbraio 1995
- Colpevole dell'omicidio è l'uomo che avrebbe dovuto aiutarla: l'ha uccisa perché lei aveva rifiutato le sue avances offendendolo.
- Nick Vera vede la vittima mentre la sorella, nonché fidanzata del liceo di Vera, si allontana dalla centrale di polizia.
  - Canzone iniziale: As I Lay Me Down di Sophie B. Hawkins
  - Canzone finale: Secret Garden di Bruce Springsteen

## Strano frutto
- Titolo originale: Strange Fruit
- Diretto da: Paris Barclay
- Scritto da: Veena Cabrenos Sud

### Trama
La squadra riapre l'omicidio di un ragazzo afroamericano, avvenuto nel 1963, per desiderio di Jeffries, che, bambino, trovò all'epoca il cadavere e non ha mai dimenticato la vicenda.
- Liberamente ispirata al caso di Emmett Till.
- Data del flashback: 4 luglio 1963
- Colpevoli dell'omicidio sono i tre amici razzisti del marito della donna con cui il ragazzo aveva fatto amicizia: l'hanno ucciso per ripudiare la sua razza e per non essere denunciati pubblicamente del pestaggio ai danni della vittima, essendo il padre loro capo.
- Jeffries vede la vittima dove la ritrovò quarantadue anni prima, mentre lo era andato a commemorare.
  - Canzone iniziale: One Fine Day dei The Chiffons
  - Canzone finale: Strange Fruit di Nina Simone

## Kensington
- Titolo originale: Kensington
- Diretto da: Bill Eagles
- Scritto da: Sean Whitesell

### Trama
La squadra riapre il caso sull'omicidio di un impiegato di una fabbrica, ucciso nel 1984 probabilmente per rapina, ma suo nipote, facendo una seduta di gruppo con altri detenuti, scopre che un prigioniero vent'anni prima vide il cadavere e decise di rubargli il portafoglio con tutti i soldi dentro, capendo così che non si trattò di omicidio a scopo di rapina.
- Tutte le canzoni di questo episodio sono di John Mellencamp.
- Data del flashback: 6 novembre 1984
- Colpevole dell'omicidio è il suo amico che, provocato per motivi futili dal terzo componente del gruppo, ha affondato il coltellino mentre la vittima si è messa da scudo fra i due.
- La vittima si intravede nei flash dei ricordi dei vari personaggi.
  - Canzone iniziale: Jack & Diane di John Mellencamp
  - Canzone finale: Small Town di John Mellencamp

## Un bagliore nella notte
- Titolo originale: Creatures of the Night
- Diretto da: Alex Zakrzewski
- Scritto da: Tyler Bensinger

### Trama
La squadra riapre il caso sull'omicidio di un portiere di un albergo avvenuto nel 1977. L'omicidio potrebbe essere collegato a un assassino seriale che sta per essere rilasciato dopo 25 anni a causa di un patteggiamento.
- Tutte le canzoni di questa puntata sono tratte dal musical The Rocky Horror Picture Show.
- Liberamente ispirato al caso di Carl Eugene Watts.
- Data del flashback: agosto 1977
- Colpevole dell'omicidio è lo stesso serial killer: l'ha ucciso per follia e poiché la vittima e il serial killer erano innamorati della stessa donna.
- Lilly vede la vittima fuori dall'hotel dove lavorava mentre gli fa un cenno di saluto o di ringraziamento col cappello.
  - Canzone iniziale: Time Warp di Charles Gray, Patricia Quinn, Neil Campbell e Richard O'Brien
  - Canzone finale: Over At The Frankenstein Place di Susan Sarandon, Barry Bostwick e Richard O'Brien.

## La mia migliore amica
- Titolo originale: Best Friends
- Diretto da: Mark Pellington
- Scritto da: Liz W. Garcia

### Trama
Viene ripescato dal fiume un furgone risalente al 1932. Dentro al furgone ci sono i resti di una donna. La squadra indaga sulla sua morte.
- L'episodio è stato insignito del GLAAD Media Awards.
- Data del flashback: 19 maggio 1932
- Nessun colpevole, la vittima si era suicidata insieme alla sua amante per sfuggire dal fratello violento di quest'ultima, anche se questa alla fine si salvò.
- La fidanzata vede la vittima nel parco dove la prende per mano e l'accompagna, forse nell'aldilà.
  - Canzone iniziale: I Got Rhythm di Ethel Waters e Ben Slavin
  - Canzone finale: Best Friends di Michael Levine

## Il bosco
- Titolo originale: The Woods
- Diretto da: Nelson McCormick
- Scritto da: Veena Cabresos Sud

### Trama
Il ritrovamento di nove teschi umani porta Lilly a confrontarsi ancora una volta con il serial killer che non era riuscita ad incriminare per i delitti di nove giovani donne. Lilly scopre che la madre fu uccisa in casa sua a seguito di un tentativo di stupro e che il delitto rimase irrisolto. Nel corso delle indagini, Lilly verrà a conoscenza di un terribile segreto riguardante il suo nemico e si ritroverà nuovamente faccia a faccia con quest'ultimo.
- È il seguito dell'episodio Prima dell'alba.
- Liberamente ispirato al serial killer Robert Hansen.
- Data del flashback: 3 novembre 1972
- Colpevole dell'omicidio è il figlio nonché serial killer: l'ha uccisa perché ha scelto di far stuprare lo stesso figlio per evitare lei le violenze.
- Lilly, appena uscita dopo l'uccisione di George, vede George dodicenne e la mamma alla finestra della soffitta.
  - Canzone iniziale: Sunshine On My Shoulders di John Denver
  - Canzone finale: Behind Blue Eyes dei The Who